# 关于托勒密和哥白尼两大世界体系的对话
《关于托勒密和哥白尼两大世界体系的对话》（義大利語：Dialogo sopra i due massimi systemi del mondo, tolemaico e copernicano）是伽利略撰写的一部天文学著作，于1632年2月22日在意大利出版。

## 内容
这本书采用对话的形式，参与对话的是支持他的两个朋友，沙格列陀和萨尔维阿蒂，与一个亚里士多德观点支持者辛普利邱，对话分为四天。伽利略想要用这种对话形式使他的著作能拥有广大的读者，从而能有效地否定掉亚里士多德的力学和宇宙论。
本书的第一天就对亚里士多德关于天体的组成和性质完全不同于地球的学说进行了激烈的反驳。伽利略还进一步驳斥了那种古代传流下来的见解，即不变是高贵和完善的标志。他提出了一个后来变得很重要的见解，即运动并不是一种变化，它并不导致生长或毁灭，那是“部分和部分之间的简单移动，即不消灭什么，也不产生什么新东西”。这样一种见解后来就成了力学哲学的一部分，即认为宇宙和宇宙中的一切过去如此，现在如此，将来也还是如此，既没有新的东西出现，也没有旧的东西消失，自然界的一切过程只是物体的机械动作和它们动量的交换。
在为哥白尼体系辩护的论证中，伽利略着重回答了那种根据常识的力学反对意见。他重复了哥白尼对这些反对意见的答复。他提供一种新的连贯的看待事物的方式，来反对亚里士多德的那个同样形成了一个完整体的见解。在《对话》的第三卷中，他承认为这两种见解辩护各自提出的论据，差不多同样确切，但是他认为他在第四卷中讨论的潮汐学说，可以为哥白尼体系提供十足的证据。但是谈他的理论要求一天有一次潮汐，而不是如人们所观察到的两次。还有，这种理论和他的惯性原理也是矛盾的，因为根据惯性原理，地球上的物体应当参与地球的运动。
因此有人认为，伽利略并没有能够最后确立哥白尼的学说，虽则他给予这个学说以有力的支持。他的这部书所针对的读者要比专业的天文学家和数学家广得多。首先它是用意大利土语写成的，并采用日常谈话的对话体，而且论证删繁就简，通俗易懂。他只讨论两种世界体系，即托勒密体系和哥白尼体系，而把一些大同小异的体系则略而不谈。还有，他对朋友的体系也不加评述，虽然这个体系把哥白尼的理论大大推进了一步，为专业天文学家和数学家提供了支持日心说的强有力证据，不过对一般读者也许不大适合。他的这部著作更像是一部通俗读物。
在1633年伽利略又被押到罗马宗教法庭受审，虽则他这部书已经得到佛罗伦萨的当地宗教法官的批准。他被逼得表示和哥白尼假说决裂，但是这一次他却判了宣传异端之罪，从此就被居留在佛罗伦萨附近一所村舍里度过他一生中的最后九年。他的著作也被列入禁書目錄中，直到1853年才被解除。

## 评价
在这本书中，除第四天讨论潮汐问题的基本观点有错外，前三天的主要论点都为后来科学的发展所证明。书中全面系统地讨论了哥白尼日心说和托勒密地心说的各种分歧，并用作者的许多新发现和力学研究新成果论证了哥白尼体系的正确和托勒密体系的谬误。
这本书在人类文化史上占有很重要的地位。

## 版本
- translated by Stillman Drake. . University of California Press. 1953 (revised 1967). Also Modern Library paperback.
- . University of California Press. 2nd Revision edition (June 1967). ISBN 0-520-00450-7.
- 伽利略. . 上海人民出版社. 1974.
- translated and abridged by Maurice A. Finocchiaro. . University of California Press. 1997.